# Batalha de Campo Grande
A Batalha de Campo Grande (conhecida como "Batalha de Los Niños" ou "Acosta Ñu" pelos paraguaios, e referida como "Batalha de Ñu Guassu" por Tasso Fragoso) aconteceu dia 16 de agosto de 1869. Foi a última grande batalha da Guerra do Paraguai com vitória da Tríplice Aliança.
A batalha foi comandada por Conde d'Eu, marido da Princesa Isabel, que assumiu o exército já no final da guerra, em 1869. Sua personalidade e participação histórica é conflitante, situada entre uma imagem de herói que pôs fim à guerra, liquidando a ameaça de Solano López, e aquele que simplesmente comandou uma caça pelo inimigo.
O exército paraguaio havia sido praticamente destruído nas batalhas anteriores, chegando à última com um número muito pequeno de soldados veteranos. Devido a escassez de homens adultos surgiram os batalhões de crianças. Dos cerca de 6 mil paraguaios que lutaram na Batalha de Campo Grande sob o comando do general Bernardino Caballero, a maioria eram crianças de no máximo 15 anos. Eles lutaram contra 20 000 homens da Tríplice Aliança durante oito horas.
O local onde se deu a batalha era uma vasta planície, como o próprio nome diz, no caminho até Caraguataí. Localizada entre o arroio Piribebuí e o arroio Iuquiri, hoje conhecido como o distrito Eusebio Ayala.

## Contexto
A Guerra do Paraguai se iniciou em dezembro de 1864, quando o presidente paraguaio Francisco Solano López ordenou a invasão de Mato Grosso e Corrientes, uma província da Argentina. O conflito durou 5 anos, chegando ao fim em março de 1870 com a morte de Solano López.
O líder paraguaio se tornou o grande inimigo da Tríplice Aliança. Ele era tomado como um ditador tirânico cuja permanência no poder significava grande ameaça para a paz do país e para a segurança das fronteiras brasileiras. A ideia de que López era o grande responsável pela guerra era tão forte no Brasil que muitas vezes a Guerra do Paraguai foi chamada de "A Guerra do López".
No inicio de 1869, já se esperava que a guerra tivesse chegado ao fim com as vitórias de dezembro de 1868, no entanto, López havia fugido durante a batalha de Lomas Valentinas, refugiando-se na Cordilheira dos Altos para se recuperar e voltar à luta. O comandante brasileiro Luís Alves de Lima e Silva, o marquês de Caxias (posteriormente consagrado com o título de duque), sugeriu que a guerra estava militarmente encerrada, mas Dom Pedro II, imperador do Brasil, exigia que o conflito continuasse até a rendição ou exílio de López. O marquês se afastou da guerra em 9 de fevereiro de 1869 alegando problemas de saúde e foi substituído por Luís Filipe Gastão de Orléans, o Conde d'Eu, genro do imperador.
Após assumir o "tão espinhoso cargo", como chamou, Conde d'Eu pôs seu exército em marcha no dia 1º de maio, rumo à Cordilheira. No dia 5 do mesmo mês a fundição de Ibicuí, de onde saiam os canhões paraguaios, foi destruída. Depois, a estrada de ferro foi tomada pelos aliados. As tropas brasileiras, no caminho para as Cordilheiras, se empenharam em diversas ações, como a ocupação de Cerro León e Paraguarí.
Para prejudicar o exército aliado, Solano López evacuava territórios ameaçados para dificultar que seus inimigos encontrassem alimentos e outros recursos. A tática funcionou, mas quem mais sofreu com tal ação foi a população civil paraguaia, que acabou sendo afetada pela escassez de recursos.
Durante todo o mês de julho e início de agosto, as tropas aliadas que marchavam até a Cordilheira, que então eram formadas por 19.190 brasileiros, 900 argentinos e 1 000 uruguaios, se empenharam na Batalha de Peribebuí que ocorreu no dia 12 de agosto e chegou ao fim com mais uma vitória da Tríplice Aliança. Essa batalha também teve participação de crianças.

## Confronto

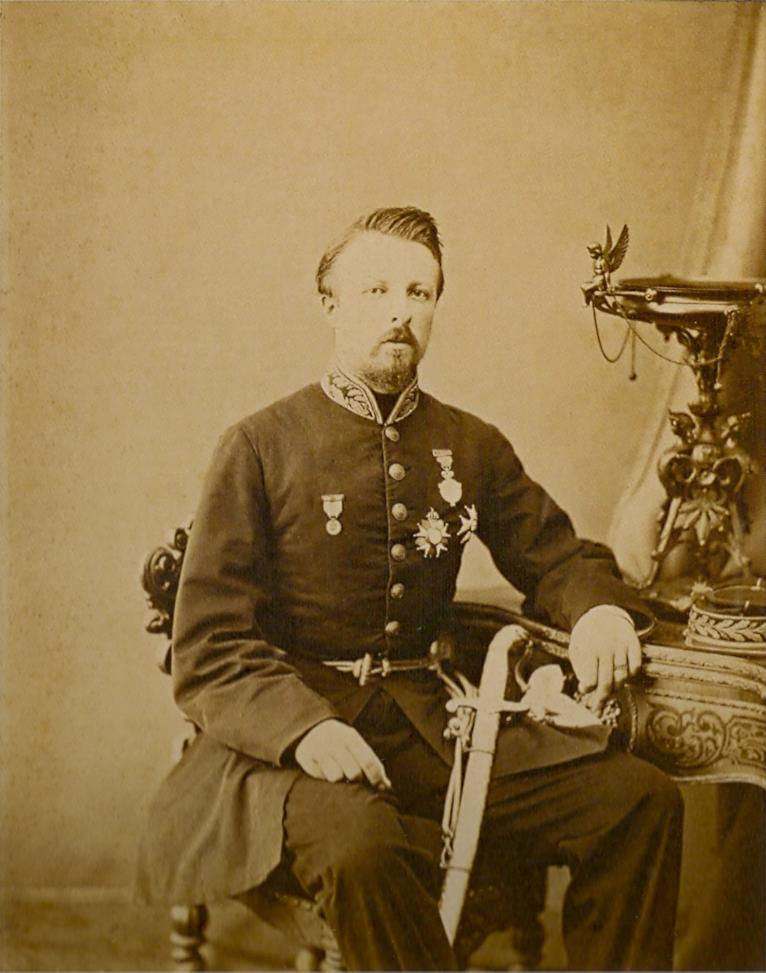
Gastão de Orleans, Conde d'Eu, aos vinte e oito anos de idade (1870).

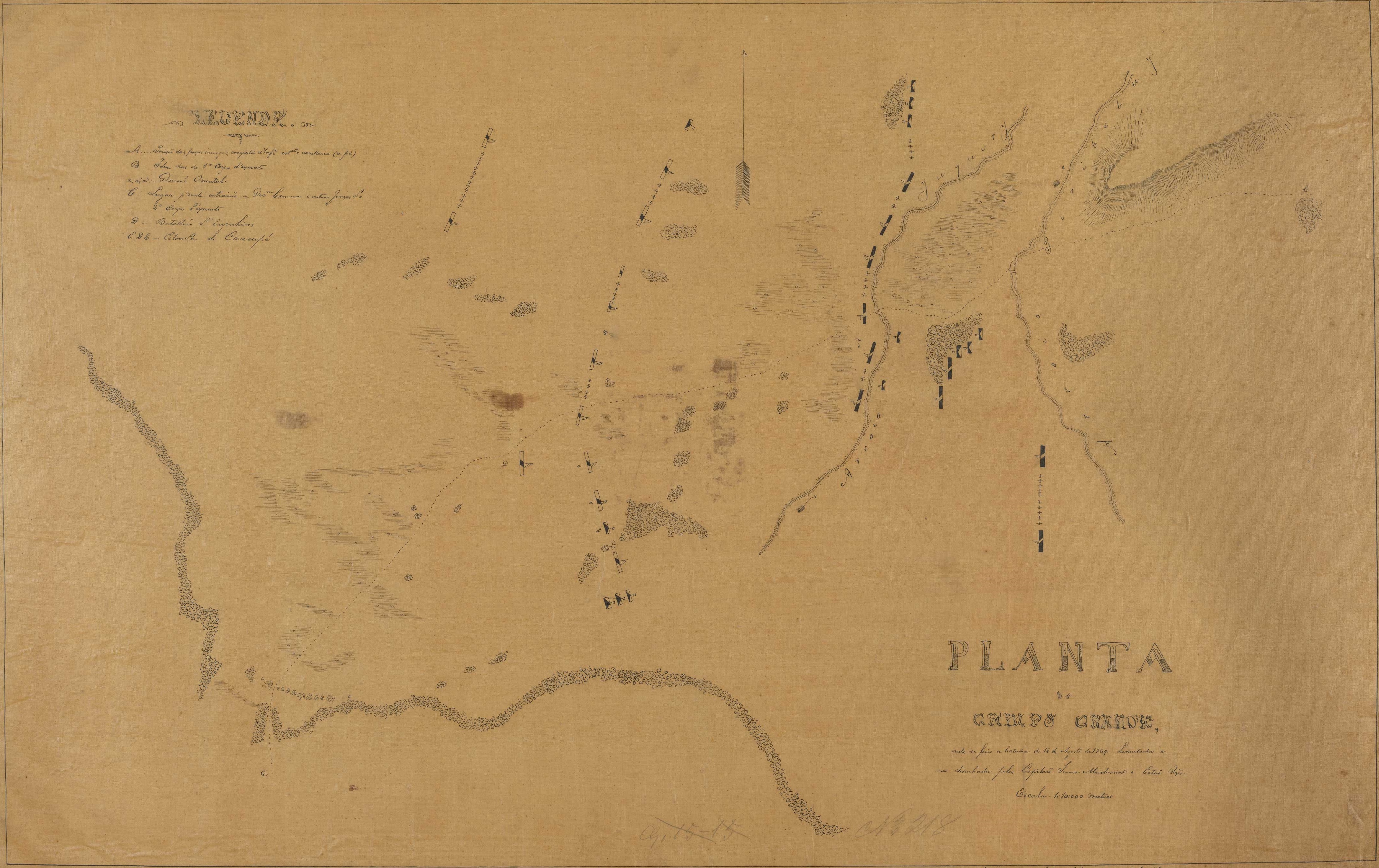
Planta do Campo Grande, onde foi travada a batalha de 16 de agosto de 1869.

Conde d'Eu e as principais tropas aliadas avançaram e tomaram Caacupé em 15 de agosto, onde, supostamente, López estava se escondendo, mas ele, na verdade, havia seguido para Caraguataí dias antes, deixando o general Bernardino Caballero na retaguarda. Sabendo disso, Conde d'Eu quis acelerar a marcha para alcançar logo o general paraguaio, mas isso não foi possível devido ao cansaço do exército. Ele enviou então uma divisão brasileira da cavalaria para a passagem até Campo Grande. A divisão foi reforçada, mais tarde, pela 2ª unidade tática do exército, que contava com os soldados argentinos comandados pelo coronel Luís Maria Campos.
As tropas aliadas alcançaram a retaguarda das forças paraguaias em San Bernardino em 16 de agosto. A batalha começou às oito e meia da manhã em Campo Grande, uma vasta planície de cerca de doze quilômetros quadrados que era ideal para a cavalaria brasileira. Esta, porém, estava na retaguarda e não conseguia avançar pelo caminho estreito, o que impediu sua ação em um primeiro momento. Devido a isso, o ataque brasileiro teve de iniciar com a infantaria, na qual um batalhão era comandado pelo coronel Manoel Deodoro da Fonseca.
A batalha durou oito horas, com os paraguaios, em minoria, oferecendo uma feroz resistência. Após os primeiros ataques, as tropas do general Caballero recuaram para o outro lado do rio Juquerí onde eles tinham oito canhões e cobertura. Eles colocaram fogo na grama para esconder seus movimentos com a fumaça.
A infantaria aliada fez o primeiro avanço para cruzar o rio, mas foi repelida. Conde d'Eu, então, ordenou que sua artilharia abrisse fogo, o que causou grandes perdas no lado paraguaio. Nesse momento a cavalaria brasileira havia, finalmente, alcançado o campo de batalha e conseguira cruzar o rio e fazer um devastador ataque contra a posição paraguaia. As tropas do general Caballero se defenderam utilizando uma clássica formação em quadrado com baionetas. Ainda assim, suas tropas sofreram grandes baixas.
A infantaria aliada atacou novamente com baionetas, assumindo os oito canhões e a posição paraguaia. No fim, 2 000 paraguaios foram mortos e 1 200 capturados. O 1º corpo do exército dos aliados teve 30 mortos, 269 feridos, 30 contusos e 17 extraviados; o 2º, 15 mortos e 90 feridos, totalizando 45 mortos e 389 feridos. Um número pequeno em relação ao das baixas paraguaias.
Alguns autores, como Julio José Chiavenatto, acusaram Conde d'Eu de ter ateado fogo ao capinzal para matar os soldados paraguaios que estavam caídos e feridos no campo de batalha. Essa versão, no entanto, foi refutada por historiografias mais recentes. Segundo relatos do Visconde de Taunay, que atuava como Chefe do Gabinete General do Estado Maior no período e estava presente na batalha, foram os próprios paraguaios, buscando ocultar seus movimentos com a fumaça, que iniciaram o incêndio. O coronel Conrado Bittencourt ordenou que Dionísio Cerqueira e seu batalhão controlassem as chamas, mas Dionísio passou a tarefa para um sargento que não conseguiu a cumprir corretamente. O incêndio não foi controlado e se alastrou pelo campo, matando os feridos queimados ou sufocados.
Sobre esse ocorrido Taunay relata:
| “ | Aqueles mal-aventurados, caídos no cumprimento do áspero dever, vendo o incêndio vir ao encontro dos seus pobres corpos exangues ou com os membros quebrados, cerca-los de todos os lados, empolgá-los, abafá-los em rolos de espesso fogo, sufocá-los, já martirizados por medonha sede ou então queimá-los aos poucos em vida! | ” |

## Resultados

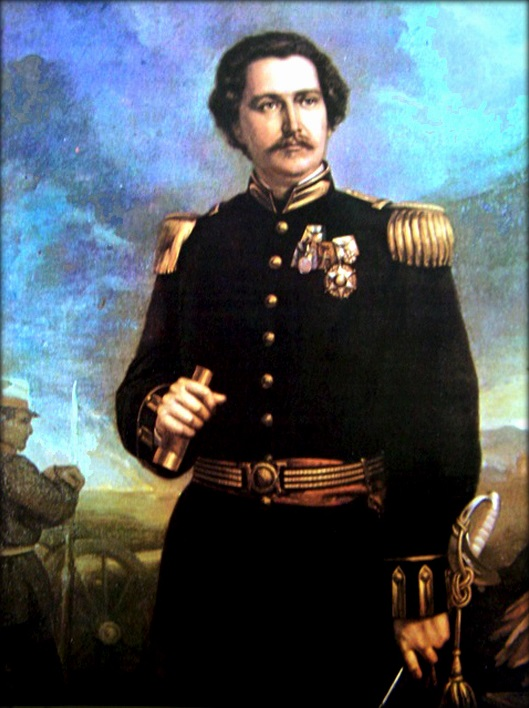
Alfredo d'Escragnolle Taunay (Visconde de Taunay).

Essa foi a última grande batalha da Guerra do Paraguai. Ela foi seguida de movimentos irregulares das tropas brasileiras, uma verdadeira caçada à Solano López que iria, finalmente, terminar meses depois com a morte do ditador em Cerro Corá. A Batalha de Campo Grande está representada no famoso quadro "Batalha de Campo Grande", de Pedro Américo, e no livro "Recordações de Guerra e de Viagem", do Visconde de Taunay.
No Paraguai, o Dia das Crianças passou a ser celebrado em 16 de agosto. É um feriado nacional em memória das crianças que perderam suas vidas nessa batalha.
Conde d'Eu retornou à Corte com o apelido de "marechal decorativo" devido a sua curta participação na guerra e já em um momento em que ela estava praticamente encerrada. Apesar de seu papel como general tê-lo ajudado perante o império, não foi o suficiente para coloca-lo entre os líderes e heróis nacionais.
O general Caballero foi capturado pelos brasileiros no dia 8 de abril de 1870, perto do Rio Apa. Foi solto pouco tempo depois, em maio de 1871 e voltou para Assunção, onde se engajou na política. Se tornou, em 1880, presidente do Paraguai (1880-1886) e participou da fundação do Partido Colorado em 1887.
Manoel Deodoro da Fonseca comandou um dos batalhões da infantaria brasileira e foi, mais tarde, o primeiro presidente do Brasil republicano (1889-1891).
A Guerra do Paraguai foi responsável por algumas mudanças na sociedade brasileira: o governo imperial e a classe dominante tiveram de contar com recursos humanos fora da rígida estrutura social escravista da época. Transformaram escravos e pessoas de classe baixa em soldados, abrindo uma discussão sobre os direitos dessas pessoas. O exército brasileiro, agora formado por oficiais de classe média urbana e soldados escravos e pobres, tornou-se uma importante força política que veio a apoiar os movimentos republicanos e abolicionistas que se seguiram.

## Historiografia
A historiografia referente a Guerra do Paraguai passou por três momentos historiográficos, sendo que em cada um deles houve mudanças na narrativa sobre os personagens e os acontecimentos principais do conflito. A princípio o conhecimento sobre a guerra era baseado nos documentos escritos durante ou logo após o conflito. Foi a partir de 1960 que as pesquisas ganharam força e mudaram completamente a narrativa tradicional. Essa leitura se deu até meados da década de 80, quando mais uma vez a historiografia começou a mudar, dessa vez voltando sua atenção para os primeiros registros.
Os fatos conhecidos sobre a Batalha de Campo Grande também foram mudando juntamente com esses períodos revisionistas:

### Historiografia tradicional
A vitória na guerra foi recebida com alívio no Brasil. Chefes militares receberam títulos de nobreza e quadros foram pintados, glorificando as vitórias brasileiras. No entanto, nos anos que se seguiram, o movimento republicano ganhou força e com ele vieram diversas críticas à Guerra do Paraguai, não ao conflito em si, mas principalmente às ações dos homens que estavam no comando das tropas e, claro, à monarquia. Segundo o historiador Rodrigo Goyena Soares, que organizou o livro "Diário de Conde d'Eu", caso o Brasil chegasse a ter um terceiro reinado o Conde teria papel fundamental nas decisões. Então, para desmoralizar sua imagem, os republicanos reforçaram os rumores de que ele fora um general cruel, capaz de queimar vivas crianças paraguaias feridas em batalha e incendiar um hospital.

### Historiografia revisionista
Em 1979 é lançado o livro “Genocídio Americano: A Guerra do Paraguai”, do jornalista Julio José Chiavenatto. Nele, o jornalista critica ferrenhamente o papel do império brasileiro na guerra, assim como dos chefes militares, principalmente do duque de Caxias e do Conde d’Eu. Apesar de ser um livro declaradamente passional, escrito sem critérios metodológicos historiográficos, ele foi tomado como referência por diversos historiadores revisionistas.
Nessa obra o jornalista escreve: “Acosta Ñu é o símbolo mais terrível da crueldade dessa guerra: as crianças de seis a oito anos, no calor da batalha, apavoradas, agarravam-se às pernas dos soldados brasileiros, chorando, pedindo que não as matassem. E eram degoladas no ato”.

### Historiografia pós-revisionista
Esse processo teve início com a publicação do livro “O expansionismo brasileiro: o papel do Brasil na bacia do Prata; da colonização ao Império” (Rio de Janeiro: Philobiblion), de Luiz Alberto Moniz Bandeira. Essa nova historiografia se caracteriza, principalmente, por pesquisa sólida em fontes primárias. O livro “Maldita guerra: nova história da guerra do Paraguai” de Francisco Doratioto é considerado como referência nesse contexto.

Nesse momento da historiografia algumas acusações feitas ao Conde d’Eu foram revistas. Chiavenatto utilizou como fonte os registros do Visconde de Taunay para acusar o Conde de alguns crimes, dentre eles o de atear fogo aos feridos paraguaios. Os pós-revisionista, no entanto, apresentam o texto do próprio Taunay para dizer o contrário: “havia balas que ainda explodiam no campo por causa do incêndio da macega ateado, no princípio da ação, pelos paraguaios, para ocultarem o seu movimento tático”. Também é conhecida a menção de que o Conde d'Eu teria ordenado que incendiassem um hospital com feridos, o que teria resultado na morte de mais de uma centena de pessoas. O mais provável é que o hospital tenha queimado em conseqüência dos bombardeios aliados no início da batalha, direcionados as fortificações paraguaias.